# Bobbie Gentry
Bobbie Gentry, właśc. Roberta Lee Streeter (ur. 27 lipca 1944 w hrabstwie Chickasaw) – amerykańska piosenkarka i autorka tekstów.
Gentry była jedną z pierwszych kobiet grających napisane przez siebie utwory country. Swoim pierwszym albumem "Ode to Billie Joe" wygrała nagrodę Grammy w kategoriach: Best New Artist i Best Female Pop Vocal (Najlepsza nowa artystka, najlepszy kobiecy wokal) w 1968. "Ode to Billie Joe" była czwartą najbardziej popularną piosenką w USA w 1967. Piosenkarka straciła swoją popularność w latach 70. i zakończyła karierę artystyczną.

## Życiorys
Roberta Streeter jest częściowo portugalskiego pochodzenia. Jej rodzice rozwiedli się krótko po jej urodzeniu. Po tym jak jej babcia sprzedała jedną z krów za pianino sąsiadów, siedmioletnia Bobbie skomponowała swoją pierwszą piosenkę "My Dog Sergeant Is a Good Dog" (Mój pies sierżant to dobry pies). Uczęszczała do elementarnej szkoły w Greenwood w Missisipi i sama nauczyła się grać m.in. na gitarze i banjo. Mając 13 lat przeprowadziła się do Arcadii w Kalifornii, by żyć z matką Ruby Bullington Streeter. Jej siostra Rosemary żyje w Vancouver w Kanadzie. Była dużo młodsza i została nauczycielką.
Roberta Streeter ukończyła Palm Valley School w 1960. Wybrała pseudonim sceniczny "Bobbie Gentry" z filmu Ruby Gentry i zaczęła występować w lokalnym klubie. Gentry przeprowadziła się do Los Angeles, by pracować w biurze i czasem grać w klubach. Później przekazała Los Angeles Conservatory of Music jej kompozycje muzyczne i przedstawiła swoje umiejętności. W 1964 nagrała swój debiut "Ode to Love" i "Stranger in the Mirror" z Jody Reynolds.
Gentry wzięła ślub z przedsiębiorcą Billem Harrah w Reno w Nevadzie, ale małżeństwo trwało krótko. W 1979 Gentry wyszła za piosenkarza i autora tekstów Jima Stafforda. Ich małżeństwo przetrwało 11 miesięcy. Gentry ma jednego syna ze Staffordem, który ma na imię Tyler.

## Kariera muzyczna
W 1967 Gentry wyprodukowała pierwszy kawałek "Mississippi Delta"/"Ode to Billie Joe", opisując samobójstwo Billie Joe McAllistera, który skoczył z Tallahatchie Bridge. Singel sprzedał się w 3 milionach kopii. Magazyn Rolling Stone umieścił Ode to Billie Joe  na liście 500 najlepszych utworów wszech czasów.
Bobbie Gentry dostała trzy nagrody Grammy w 1968 łącznie z "Najlepszą nową artystką" i "Najlepszych kobiecym wokalem". Dodatkowo została nazwana najlepszą nową wokalistką w Krajowej Akademii Muzycznej. Kolejne płyty Gentry nie dorównały poprzednim. W 1968 współpracowała z Glenem Campbellem. W październiku 1969 piosenka Bobbie pt.: "I'll Never Fall In Love Again" napisana przez Burta Bacharacha i Hala Davida była bardzo popularna w Wielkiej Brytanii. W styczniu 1970 stała się numerem szóstym na liście Billboard Hot 100, lecz w wykonaniu Dionne Warwick. W 1970 uznanie zyskała piosenka "Fancy" napisana i wykonana przez Bobbie Gentry.

## Dyskografia

### Albumy studyjne
- 1967: Ode to Billie Joe
- 1968: The Delta Sweete
- 1968: Local Gentry
- 1968: Bobbie Gentry and Glen Campbell (z Glenem Campbellem)
- 1969: Touch 'Em with Love
- 1970: Fancy
- 1971: Patchwork

### Albumy koncertowe
- 2018: Live at the BBC

### Ścieżki dźwiękowe
- 1976: Ode to Billy Joe (Sound Track from Max Baer's Motion Picture)

### Kompilacje
- 1969: Bobbie Gentry’s Greatest
- 1970: Portrait
- 1970: Gigantes De La Canción, Vol. 16
- 1971: Sittin' Pretty
- 1971: Tobacco Road
- 1971: Your No. 1 Fan
- 1972: The Very Best of Bobbie Gentry
- 1972: Way Down South
- 1974: Bobbie Gentry's Greatest Hits
- 1983: All I Have to Do Is Dream (z Glenem Campbellem)
- 1983: Glen Campbell Sings with Anne Murray and Bobbie Gentry
- 1990: Greatest Hits
- 1991: Country Classics
- 1992: Ode to Billie Joe
- 1993: The Best of Bobbie Gentry
- 1995: Bobbie Gentry: The Hit Albums
- 1997: The Golden Classics of Bobbie Gentry
- 2000: The Bobbie Gentry Colelction
- 2000: Ode to Bobbie Gentry: The Capitol Years
- 2002: An American Quilt, 1967–1974
- 2004: Chickasaw County Child: The Artistry of Bobbie Gentry
- 2005: The Very Best of Bobbie Gentry
- 2006: The Delta Sweete / Local Gentry
- 2007: The Best of the Capitol Years
- 2007: Patchwork / Fancy
- 2008: Ode to Billie Joe / Touch 'Em with Love
- 2012: Bobbie Gentry and Glen Campbell • Anne Murray / Glen Campbell
- 2015: I'll Never Fall in Love Again
- 2015: Southern Gothic: The Definitive Collection
- 2018: The Girl from Chickasaw County: The Complete Capitol Masters
- 2021: The Windows of the World